# Roure (Alpes-Maritimes)
Roure (okzitanisch Rore oder Rora, italienisch Rorà) ist eine französische Gemeinde im Département Alpes-Maritimes in der  Region Provence-Alpes-Côte d’Azur. Sie gehört zum Arrondissement Nizza, zum Kanton Tourrette-Levens und zur Métropole Nice Côte d’Azur. Die Bewohner nennen sich Rourois.

## Geographie
Roure liegt in den französischen Seealpen am Fluss Tinée und seinem Zufluss Vionène. Sie grenzt im Norden an Isola, im Osten an Saint-Sauveur-sur-Tinée, im Süden an Ilonse und im Westen an Roubion.

## Bevölkerungsentwicklung
| Jahr      | 1962 | 1968 | 1975 | 1982 | 1990 | 1999 | 2008 | 2012 |
| --------- | ---- | ---- | ---- | ---- | ---- | ---- | ---- | ---- |
| Einwohner | 91   | 98   | 71   | 112  | 147  | 167  | 210  | 205  |

## Sehenswürdigkeiten
Siehe: Liste der Monuments historiques in Roure (Alpes-Maritimes)

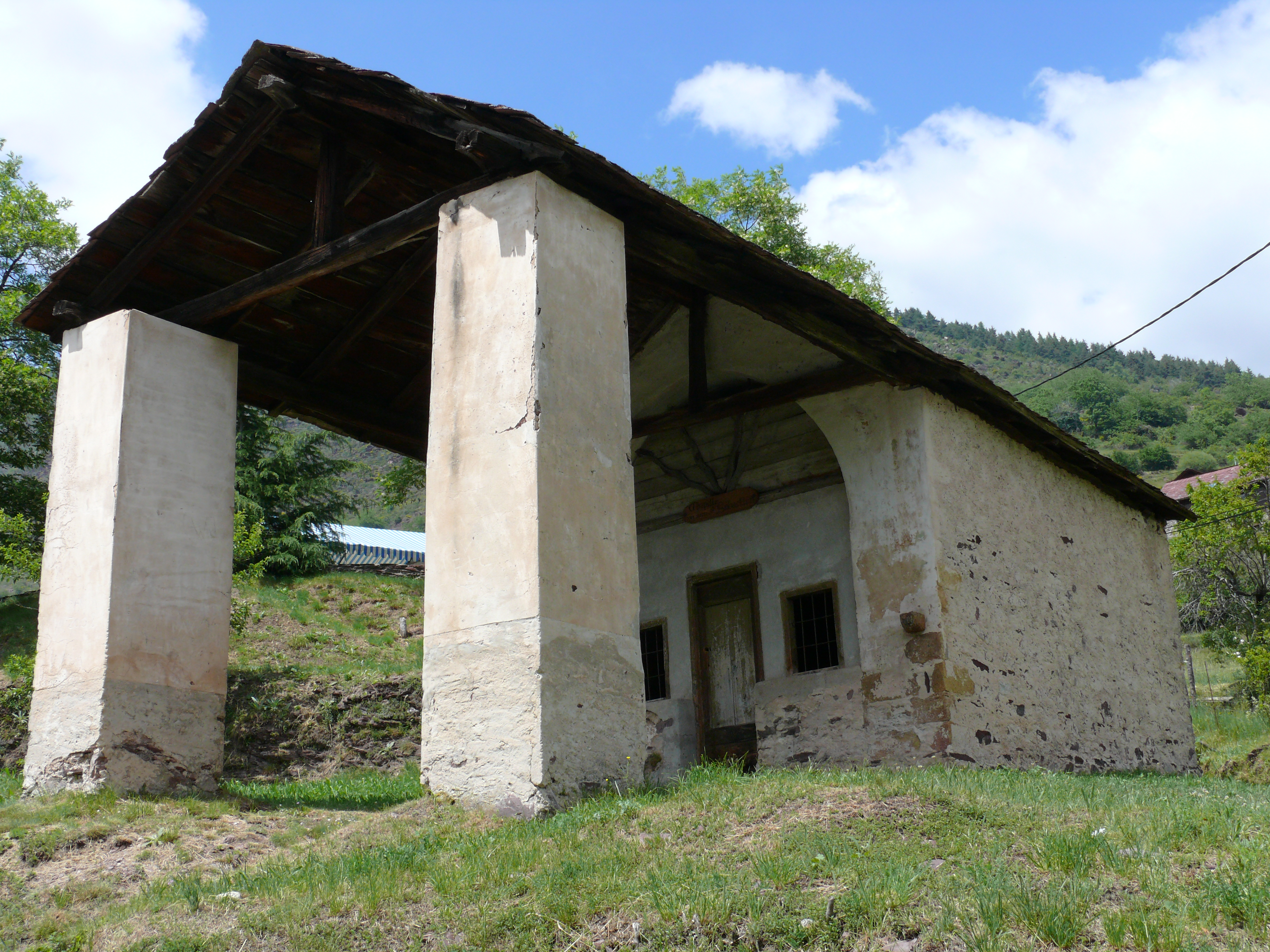
Kapelle Saint-Sébastien
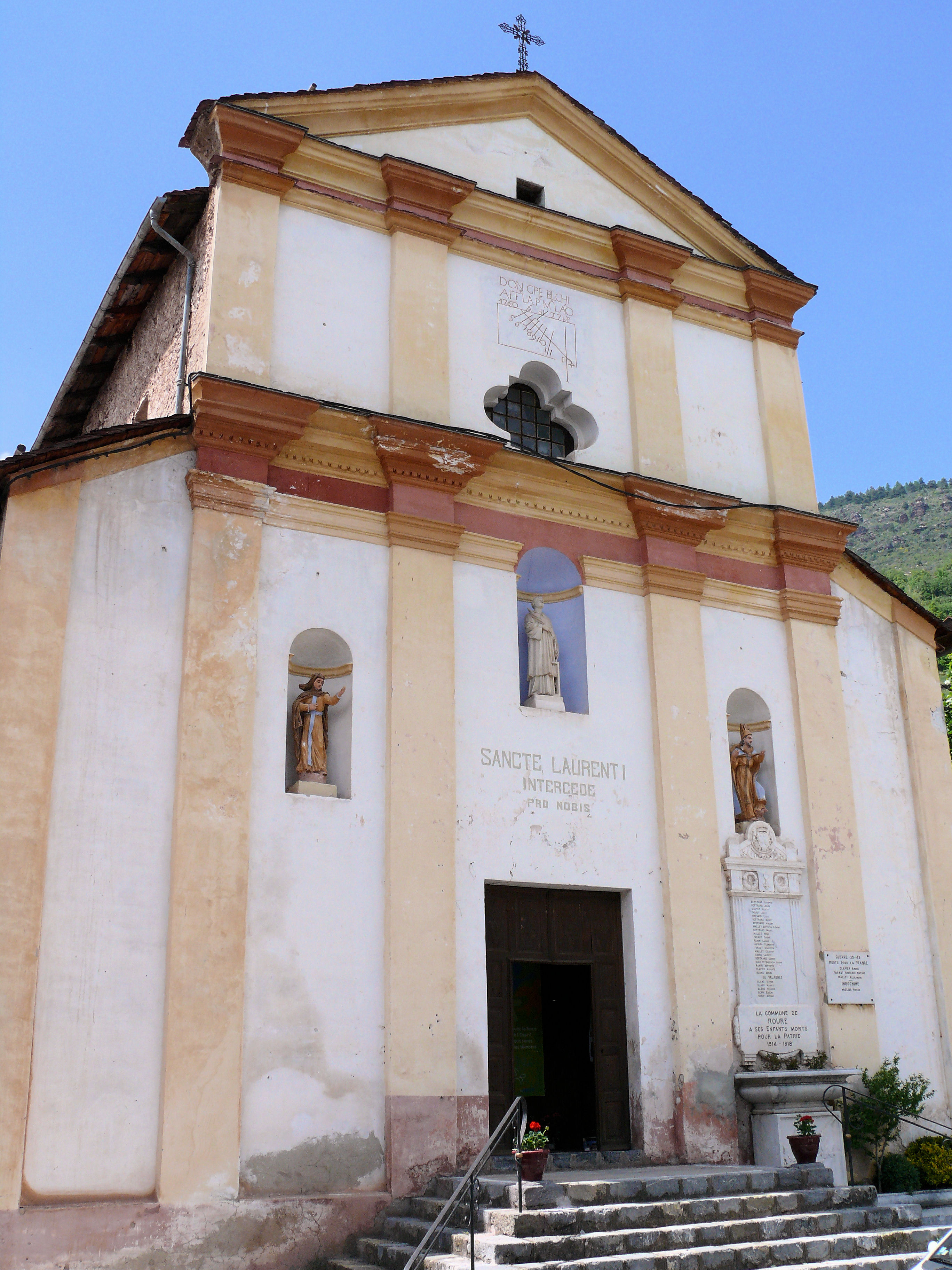
Kirche Saint-Laurent
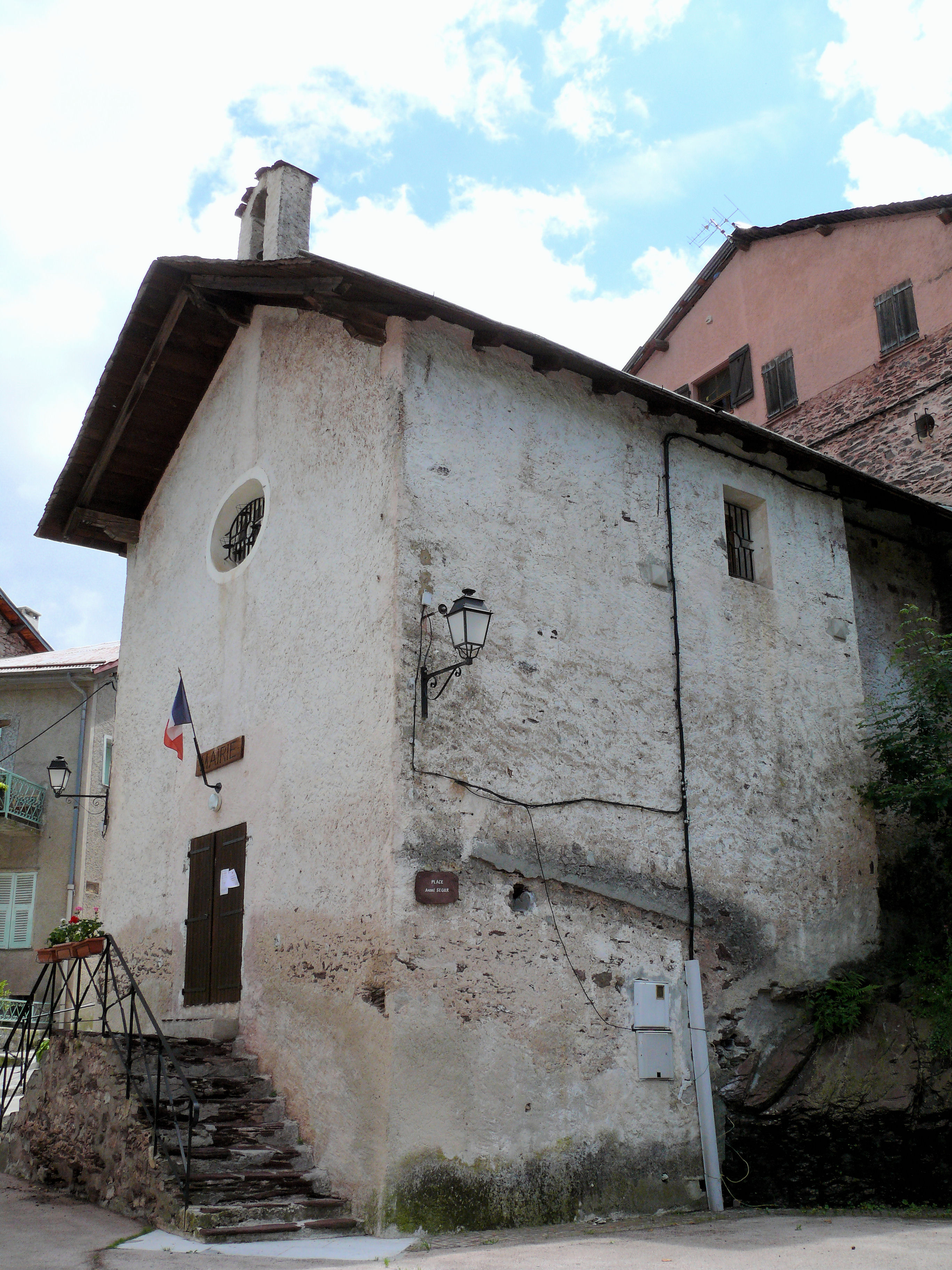
Mairie